# Libby (Lost)

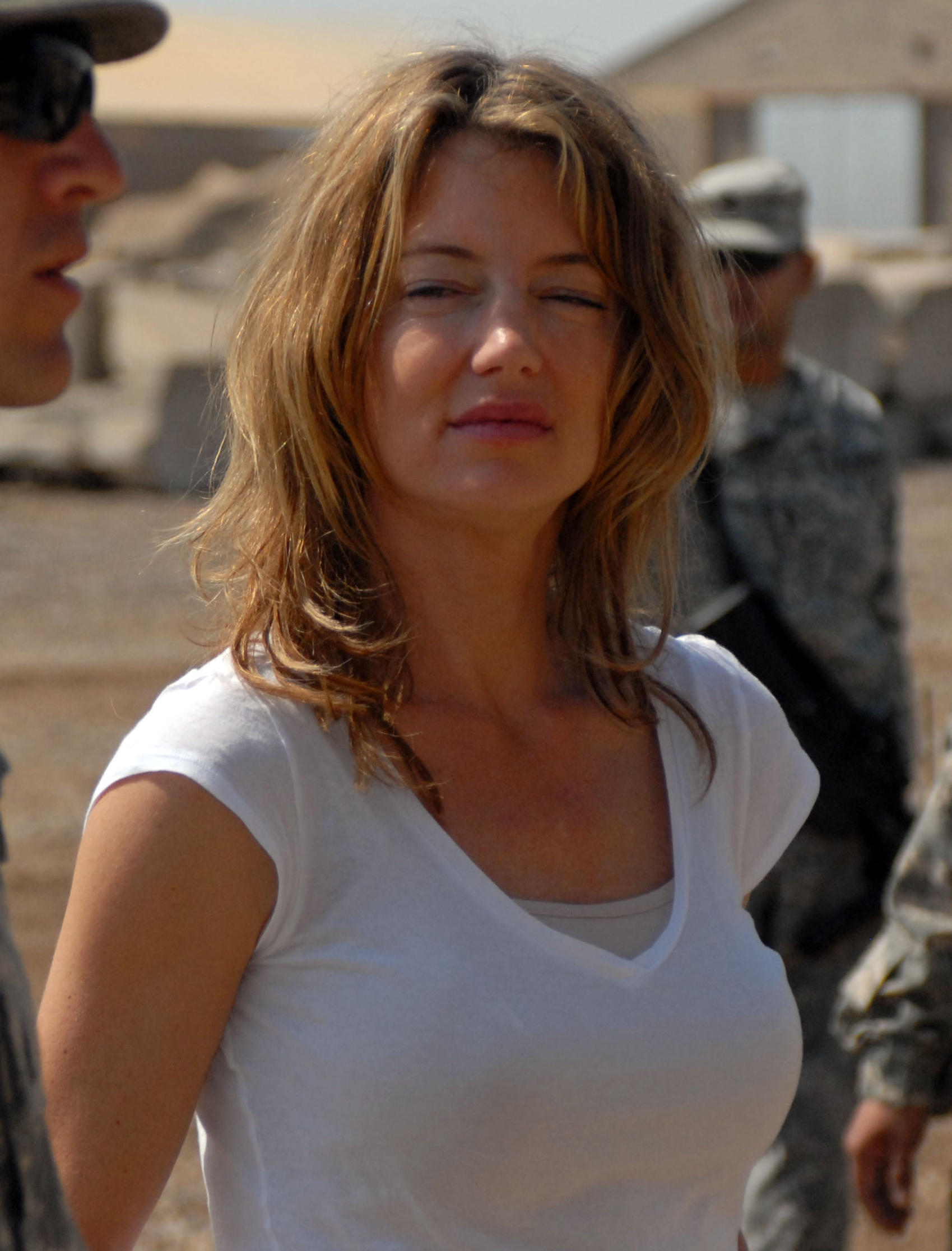
Libby

Libby (Cynthia Watros) este unul dintre personajele principale din serialul de televiziune american Lost.